# Ендру Робинсон
Ендру Џорт Робинсон (енгл. Andrew Jordt Robinson; Њујорк, Њујорк, 14. фебруар 1942), амерички је позоришни, филмски и ТВ глумац.
Глумио је у бројним филмовима и серијама, а прва значајнија улога за Робинсона била је у филму Прљави Хари (1971), где се истакао у улози серијског убице Шкорпиона, а касније се специјализовао за улоге у хорор филмовима, па се тако појавио као Лари Котон у филму Господари пакла (1987), а после као наредник Ботник у филму Дечије игре 3 (1991).
Креативну каријеру започео је као позоришни глумац, али је убрзо почео више да учествује у стварању телевизијских и нискобуџетних филмова. На телевизији се истакао као Елим Гарак у серији Звездане стазе: Дубоки свемир 9 (1993-1999). Године 1978. номинован је за награду Еми у серији „Ryan's Hope”.  